# Bouloc
Bouloc ist eine französische Gemeinde mit 4655 Einwohnern (Stand: 1. Januar 2022) im Département Haute-Garonne in der Region Okzitanien (zuvor Midi-Pyrénées). Sie gehört zum Arrondissement Toulouse und zum Kanton Villemur-sur-Tarn. Die Einwohner werden Boulocain(ne)s genannt.

## Geographie
Bouloc liegt etwa 25 Kilometer nördlich von Toulouse. Umgeben wird Bouloc von den Nachbargemeinden Villaudric im Norden, Villematier im Nordosten, Villeneuve-lès-Bouloc im Osten und Süden, Castelnau-d’Estrétefonds im Südwesten und Westen sowie Fronton im Nordwesten.

## Geschichte
Bouloc ist eine Bastide, die im Jahr 1241 von Raimund VII. gegründet wurde. Der Ort existierte aber bereits zuvor. 1119 soll Papst Calixt II. durch den Ort gereist sein.

### Bevölkerungsentwicklung
| Jahr                       | 1962 | 1968 | 1975 | 1982 | 1990 | 1999 | 2006 | 2012 | 2020 |
| Einwohner                  | 668  | 770  | 1084 | 2925 | 2257 | 2925 | 3716 | 4154 | 4754 |
| Quellen: Cassini und INSEE |      |      |      |      |      |      |      |      |      |

## Sehenswürdigkeiten

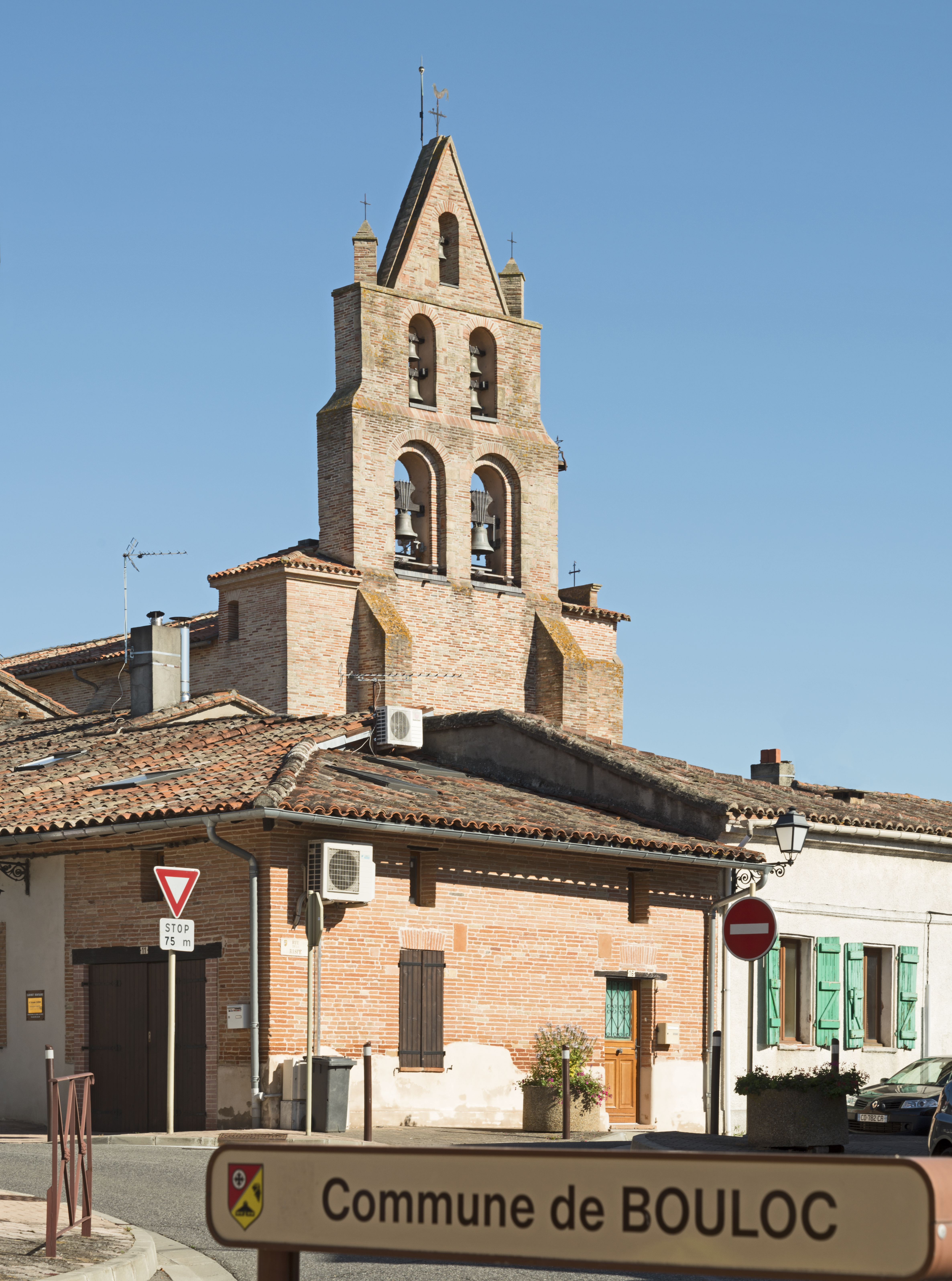
Kirche Notre-Dame
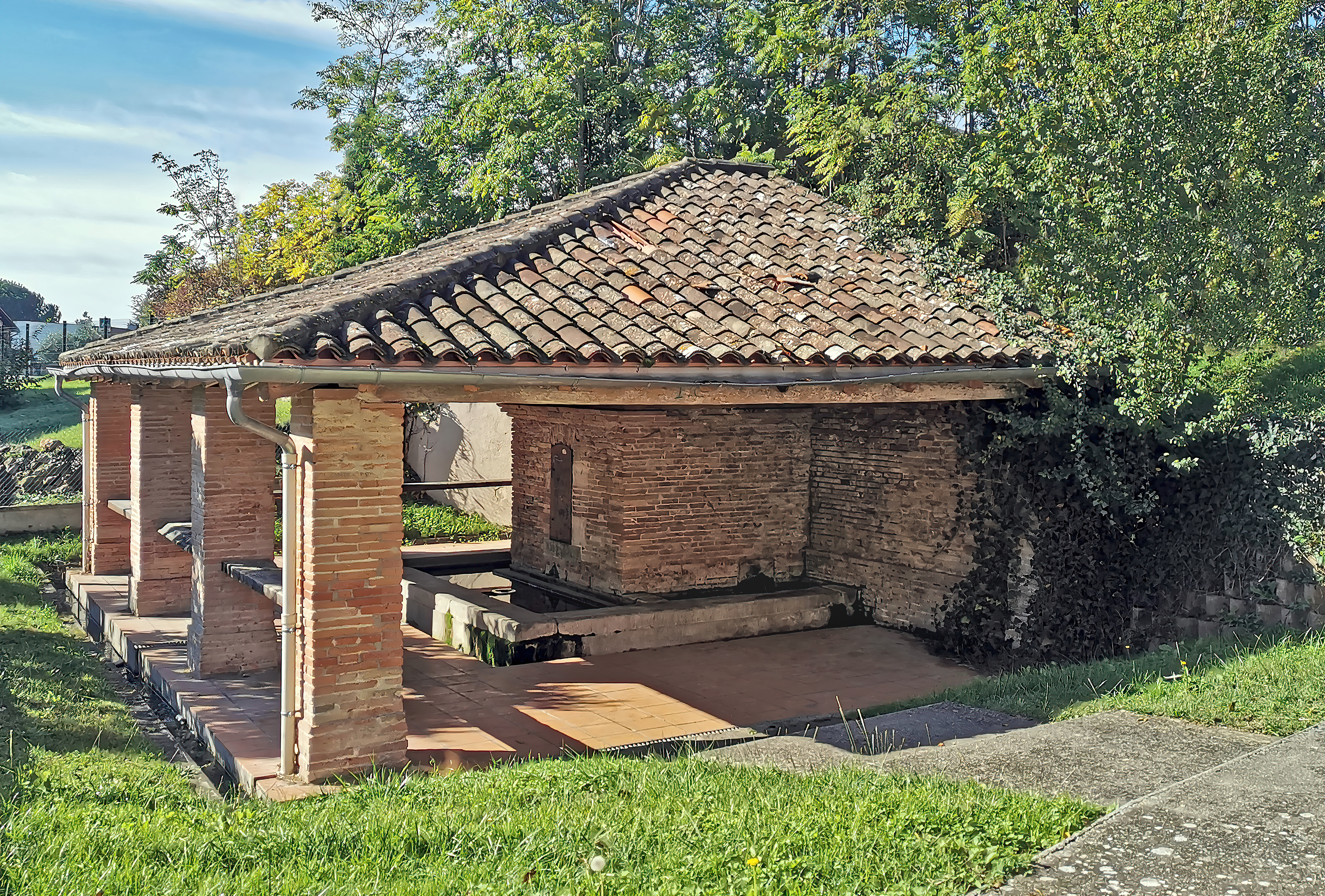
Lavoir

- Kirche Notre-Dame
- Lavoir (ehemaliges öffentliches Waschhaus)

## Gemeindepartnerschaft
Mit der tschechischen Gemeinde Blansko im Jihomoravský kraj besteht eine Partnerschaft.

## Persönlichkeiten
- Marina Știrbei (* 19. März 1912 in Wien; † 15. Juli 2001 in Bouloc), österreichisch-rumänische Pilotin